# Niki Snow
Niki Snow (Long Beach, California; 15 de marzo de 1995) es una actriz pornográfica y modelo erótica estadounidense.

## Biografía
Niki Snow, nombre artístico, nació en la localidad californiana de Long Beach, muy cerca de Los Ángeles, en marzo de 1995, en una familia con ascendencia polaca. Se crio en la ciudad vecina de Bakersfield. Tuvo algunos trabajos menores antes de entrar en la industria. En enero de 2014 asistió a la AVN Adult Entertainment Expo que se celebra anualmente en Las Vegas, donde entró en contacto con las principales productoras y con gente de la industria con el interés de entrar en ella.
Firmó con la agencia de modelaje OC Modeling al año siguiente, y debutó como actriz pornográfica en octubre de 2015, con 20 años, siendo su primer trabajo la película Shane Diesel's Dirty Little Babysitter 3, una película de temática interracial con el actor Shane Diesel y las actrices A.J. Applegate y Gabriella Paltrova.
Como actriz ha trabajado para productoras como Hustler, Kick Ass, Digital Sin, Lethal Hardcore, Jules Jordan Video, Girlfriends Films, Naughty America, Pulse Distribution, Reality Kings, New Sensations, Blacked, Evil Angel o New Sensations, entre otras.
Ha rodado más de 120 películas como actriz.
Algunas películas suyas son All New Hot Showers 4, Black In White 2, Fantasy Solos 16, Hair There and Everywhere! 3, Kayden Kross' Casting Couch 3, Support the Bush, Teens Take It Black, Voyeur House o Young Interracial Facials.

## Premios y nominaciones
| Año  | Ceremonia    | Resultado | Premio                                | Trabajo               |
| ---- | ------------ | --------- | ------------------------------------- | --------------------- |
| 2020 | Premios XBIZ | Nominada  | Mejor escena de sexo en película tabú | Step Family Secrets 3 |